# Чемпіонат світу з хокею із шайбою 2010 (дивізіон II)
Чемпіонат світу з хокею із шайбою 2010 (дивізіон II) — спортивне змагання з хокею із шайбою під егідою Міжнародної федерації хокею (ІІХФ), яке відбувалось з 10 по 17 квітня 2010 року. Команди-учасниці в цьому турнірі розділені на дві окремі групи. Матчі в групі А проходили з 11 по 17 квітня в Наукальпані, Мексика, а групи B — з 10 по 16 квітня в Нарві, Естонія.
Переможці груп, збірні Іспанії та Естонії, отримали право в 2011 році грати в першому дивізіоні чемпіонату світу 2011.

## Група А
Матчі відбувались в Мексиці 11, 12, 14, 16 і 17 квітня на арені «Ломас Вердес» в Наукальпані. Переможцем турніру стала збірна Іспанії, виборовши право грати в першому дивізіоні чемпіонату світу 2011.

### Таблиця
| Команда   | І | П | ВО | ПО | П | ГЗ | ГП | Різ | О  |
| --------- | - | - | -- | -- | - | -- | -- | --- | -- |
| Іспанія   | 5 | 5 | 0  | 0  | 0 | 35 | 7  | 28  | 15 |
| Австралія | 5 | 4 | 0  | 0  | 1 | 31 | 15 | 16  | 12 |
| Бельгія   | 5 | 3 | 0  | 0  | 2 | 26 | 18 | 8   | 9  |
| Болгарія  | 5 | 2 | 0  | 0  | 3 | 28 | 31 | -3  | 6  |
| Мексика   | 5 | 1 | 0  | 0  | 4 | 17 | 21 | -4  | 3  |
| Туреччина | 5 | 0 | 0  | 0  | 5 | 8  | 53 | -45 | 0  |

Легенда
|  |                                      |
|  | Підвищення до першого дивізіону 2011 |
|  | Пониження до третього дивізіону 2011 |

### Результати
Час початку матчів місцевий 
| 11 квітня 2010 13:00 | Іспанія | 6 : 0 (2:0, 1:0, 3:0) | Австралія | Ломас Вердес, Наукальпан Глядачів: 640 |

| Протокол | Протокол                            | Протокол  | Протокол                        | Протокол            |
| --- | ----------------------------------- | --------- | ------------------------------- | ------------------- |
| | Андер Алькайне 55 сейвів/ 55 кидків | Голкіпери | Меттью Еззі 53 сейви/ 59 кидків | Арбітр: Шейн Воршоу |
| Хуан Хосе Мартін 1 — 01:13 Пабло Муньйос 1 (біл.) — 06:15 Хуан Муньйос 1 — 28:01 Адріан Бетран 1 — 41:04 Хуан Муньйос 2 — 46:53 Хуан Муньйос 3 (біл.) — 52:14 | 1:0 2:0 3:0 4:0 5:0 6:0             |           |                                 | Арбітр: Шейн Воршоу |
| 43 хв. | Вилучення                           | 20 хв.    |                                 | Арбітр: Шейн Воршоу |
| 59 | Кидки                               | 55        |                                 | Арбітр: Шейн Воршоу |

| 11 квітня 2010 16:30 | Туреччина | 3 : 12 (0:4, 2:2, 1:6) | Болгарія | Ломас Вердес, Наукальпан Глядачів: 750 |

| Протокол                                                                          | Протокол                                                       | Протокол | Протокол                                | Протокол               |
| --------------------------------------------------------------------------------- | -------------------------------------------------------------- | --- | --------------------------------------- | ---------------------- |
|                                                                                   | Чагил Уяр 54 сейви/ 63 кидки Бариш Учеле 5 сейвів/ 8 кидків    | Голкіпери | Константин Михайлов 78 сейвів/ 81 кидок | Арбітр: Кіммо Хокканен |
| Емрах Озмен 1 — 25:50 Гьокхун Озтюрк 1 (біл.) — 37:40 Гьоктюрк Тасдемір 1 — 43:53 | 0:1 0:2 0:3 0:4 1:4 1:5 2:5 2:6 3:6 3:7 3:8 3:9 3:10 3:11 3:12 | 06:21 — Станіслав Мухачов 1 (біл.) 08:29 — Олексій Йотов 1 (біл.) 09:58 — Петар Хаджитонев 1 19:37 — Станіслав Мухачов 2 26:27 — Петар Хаджитонев 2 39:31 — Росен Асенов 1 46:41 — Петар Хаджитонев 3 (біл.) 49:34 — Олексій Йотов 2 52:29 — Явор Славчев 1 57:30 — Мартин Бояжиєв 1 59:08 — Роман Моргунов 1 59:46 — Олексій Йотов 3 |                                         | Арбітр: Кіммо Хокканен |
| 22 хв.                                                                            | Вилучення                                                      | 14 хв. |                                         | Арбітр: Кіммо Хокканен |
| 81                                                                                | Кидки                                                          | 71 |                                         | Арбітр: Кіммо Хокканен |

| 11 квітня 2010 20:00 | Бельгія | 5 : 2 (2:1, 2:0, 1:1) | Мексика | Ломас Вердес, Наукальпан Глядачів: 2400 |

| Протокол | Протокол                                                                | Протокол                                                      | Протокол                               | Протокол               |
| --- | ----------------------------------------------------------------------- | ------------------------------------------------------------- | -------------------------------------- | ---------------------- |
| | Бйорн Стейнен 38 сейвів/ 39 кидків Кевін ван Ловерен 7 сейвів/ 8 кидків | Голкіпери                                                     | Андрес де ла Гарма 42 сейви/ 47 кидків | Арбітр: Грем Скіллітер |
| Мітч Морган 1 — 00:36 Вінсент Камелбек 1 — 01:24 Йоріс Пессенс 1 — 36:57 Вадим Гісбрегс 1 — 38:08 Свен ван Бюрен 1 — 48:28 | 1:0 2:0 2:1 3:1 4:1 4:2 5:2                                             | 07:16 — Адріан Сервантес 1 (біл.2) 44:16 — Себастьян Ортега 1 |                                        | Арбітр: Грем Скіллітер |
| 30 хв. | Вилучення                                                               | 12 хв.                                                        |                                        | Арбітр: Грем Скіллітер |
| 47 | Кидки                                                                   | 47                                                            |                                        | Арбітр: Грем Скіллітер |

| 12 квітня 2010 13:00 | Австралія | 11 : 4 (3:0, 6:3, 2:1) | Болгарія | Ломас Вердес, Наукальпан Глядачів: 100 |

| Протокол | Протокол                                                       | Протокол | Протокол                                                                  | Протокол             |
| --- | -------------------------------------------------------------- | --- | ------------------------------------------------------------------------- | -------------------- |
| | Ентоні Кімлін 34 сейви/ 38 кидків                              | Голкіпери | Константин Михайлов 14 сейвів/ 18 кидків Тодор Петков 42 сейви/ 49 кидків | Арбітр: Ігор Дремель |
| Вегебе Дардж 1 (біл.) — 05:34 Скотт Стівенсон 1 — 05:56 Ентоні Вілсон 1 (біл.) — 12:57 Вегебе Дардж 2 — 24:09 Ліам Вебстер 1 — 26:45 Вегебе Дардж 3 — 27:41 Джеймі Бурк 1 — 28:39 Ліам Вебстер 2 (біл.2) — 33:17 Майкл Бітон 1 (біл.) — 35:23 Роберто Франкіні 1 — 42:03 Грег Одді 1 — 54:30 | 1:0 2:0 3:0 4:0 5:0 6:0 7:0 7:1 8:1 8:2 9:2 9:3 10:3 10:4 11:4 | 29:39 — Олексій Йотов 4 33:44 — Станіслав Мухачов 3 (мен.) 36:49 — Мартин Бояжиєв 2 51:38 — Станіслав Мухачов 4 |                                                                           | Арбітр: Ігор Дремель |
| 16 хв. | Вилучення                                                      | 34 хв. |                                                                           | Арбітр: Ігор Дремель |
| 67 | Кидки                                                          | 38 |                                                                           | Арбітр: Ігор Дремель |

| 12 квітня 2010 16:30 | Бельгія | 1 : 6 | Іспанія | Ломас Вердес, Наукальпан |

|  |  |  |  |  |
|  |  |  |  |  |
|  |  |  |  |  |
|  |  |  |  |  |

| 12 квітня 2010 20:00 | Мексика | 9 : 2 | Туреччина | Ломас Вердес, Наукальпан |

|  |  |  |  |  |
|  |  |  |  |  |
|  |  |  |  |  |
|  |  |  |  |  |

| 14 квітня 2010 13:00 | Бельгія | 13 : 1 | Туреччина | Ломас Вердес, Наукальпан |

|  |  |  |  |  |
|  |  |  |  |  |
|  |  |  |  |  |
|  |  |  |  |  |

| 14 квітня 2010 16:30 | Іспанія | 10 : 3 | Болгарія | Ломас Вердес, Наукальпан |

|  |  |  |  |  |
|  |  |  |  |  |
|  |  |  |  |  |
|  |  |  |  |  |

| 14 квітня 2010 20:00 | Австралія | 5 : 2 | Мексика | Ломас Вердес, Наукальпан |

|  |  |  |  |  |
|  |  |  |  |  |
|  |  |  |  |  |
|  |  |  |  |  |

| 16 квітня 2010 13:00 | Болгарія | 4 : 5 | Бельгія | Ломас Вердес, Наукальпан |

|  |  |  |  |  |
|  |  |  |  |  |
|  |  |  |  |  |
|  |  |  |  |  |

| 16 квітня 2010 16:30 | Туреччина | 1 : 10 | Австралія | Ломас Вердес, Наукальпан |

|  |  |  |  |  |
|  |  |  |  |  |
|  |  |  |  |  |
|  |  |  |  |  |

| 16 квітня 2010 20:00 | Мексика | 2 : 4 | Іспанія | Ломас Вердес, Наукальпан |

|  |  |  |  |  |
|  |  |  |  |  |
|  |  |  |  |  |
|  |  |  |  |  |

| 17 квітня 2010 13:00 | Австралія | 5 : 2 | Бельгія | Ломас Вердес, Наукальпан |

|  |  |  |  |  |
|  |  |  |  |  |
|  |  |  |  |  |
|  |  |  |  |  |

| 17 квітня 2010 16:30 | Іспанія | 9 : 1 | Туреччина | Ломас Вердес, Наукальпан |

|  |  |  |  |  |
|  |  |  |  |  |
|  |  |  |  |  |
|  |  |  |  |  |

| 17 квітня 2010 20:00 | Болгарія | 5 : 2 | Мексика | Ломас Вердес, Наукальпан |

|  |  |  |  |  |
|  |  |  |  |  |
|  |  |  |  |  |
|  |  |  |  |  |

### Статистика

#### Бомбардири
Список 10 найкращих гравців, сортованих за очками. Список розширений, оскільки деякі гравці набрали рівну кількість очок. До списку включені усі гравці із однаковою кількістю очок.
| Гравець           | І | Г  | П  | Очк. | +/– | Ш  |
| ----------------- | - | -- | -- | ---- | --- | -- |
| Хуан Муньйос      | 5 | 10 | 6  | 16   | +13 | 4  |
| Олексій Йотов     | 5 | 8  | 7  | 15   | +10 | 12 |
| Станіслав Мухачов | 5 | 7  | 8  | 15   | +9  | 6  |
| Алехандро Педрас  | 5 | 2  | 10 | 12   | +11 | 0  |
| Браєн Арройо      | 5 | 5  | 6  | 11   | 0   | 2  |
| Свен ван Бюрен    | 5 | 7  | 3  | 10   | +3  | 14 |
| Лліам Вебстер     | 5 | 7  | 2  | 9    | +5  | 12 |
| Мітч Морган       | 5 | 6  | 3  | 9    | +6  | 6  |
| Адріан Бетран     | 5 | 3  | 6  | 9    | +15 | 2  |
| Вінсент Морган    | 5 | 2  | 7  | 8    | +5  | 6  |

І = проведено ігор; Г = голи; П = передачі; Очк. = очки; +/− = плюс/мінус; Ш = штрафні хвилини;

#### Найкращі воротарі
Список семи найращих воротарів, сортованих за відсотком відбитих кидків. У список включені лише ті гравці, які провели щонайменш 40% хвилин.
| Гравець             | ЧНЛ    | К   | ГП | СП   | %ВК   | ША |
| ------------------- | ------ | --- | -- | ---- | ----- | -- |
| Андер Алькайне      | 240:00 | 136 | 6  | 1.50 | 95.59 | 1  |
| Меттью Еззі         | 180:00 | 150 | 10 | 3.33 | 93.33 | 0  |
| Ентоні Кімлін       | 120:00 | 120 | 5  | 2.50 | 91.67 | 0  |
| Константин Михайлов | 271:21 | 270 | 24 | 5.31 | 91.11 | 0  |
| Андрес де ла Гарма  | 178:09 | 94  | 12 | 4.04 | 87.23 | 0  |

ЧНЛ = часу на льоду (хвилини:секунди); КП = кидки; ГП = голів пропушено; СП = Середня кількість пропущених шайб; %ВК = відбитих кидків (у %); ША = шатаути

### Нагороди

#### Нагороди директорії
Найкращі гравці, обрані дирекцією ІІХФ.
| Найкращий воротар  | Андрес де ла Гарма (Мексика) |
| Найкращий захисник | Ентоні Вілсон (Австралія)    |
| Найкращий нападник | Хуан Муньйос (Іспанія)       |

## Група B
Матчі відбувались в Естонії 10, 11, 13, 14 і 16 квітня на арені «Kreenholm Ice Hall» у Нарві. Переможцем турніру стала збірна Естонії, виборовши право грати у першому дивізіоні чемпіонату світу 2011.

### Таблиця
| Команда       | І | П | ВО | ПО | П | ГЗ | ГП | Різ | О  |
| ------------- | - | - | -- | -- | - | -- | -- | --- | -- |
| Естонія       | 5 | 5 | 0  | 0  | 0 | 62 | 5  | 57  | 15 |
| Румунія       | 5 | 4 | 0  | 0  | 1 | 47 | 14 | 33  | 12 |
| Ісландія      | 5 | 3 | 0  | 0  | 2 | 16 | 18 | -2  | 9  |
| Нова Зеландія | 5 | 2 | 0  | 0  | 3 | 9  | 39 | -30 | 6  |
| Китай         | 5 | 1 | 0  | 0  | 4 | 12 | 26 | -15 | 3  |
| Ізраїль       | 5 | 0 | 0  | 0  | 5 | 11 | 55 | -44 | 0  |

Легенда
|  |                                      |
|  | Підвищення до першого дивізіону 2011 |
|  | Пониження до третього дивізіону 2011 |

### Результати
Час початку матчів місцевий 
| 10 квітня 2010 13:00 | Нова Зеландія | 1 : 3 (0:0, 0:2, 1:1) | Ісландія | Kreenholm Ice Hall, Нарва Глядачів: 128 |

| Протокол                     | Протокол                         | Протокол                                                                     | Протокол                             | Протокол                 |
| ---------------------------- | -------------------------------- | ---------------------------------------------------------------------------- | ------------------------------------ | ------------------------ |
|                              | Зак Нотлінг 35 сейвів/ 38 кидків | Голкіпери                                                                    | Денніс Хедстрем 28 сейвів/ 29 кидків | Арбітр: Павел Мешинський |
| Чарлі Губер 1 (мен.) — 44:17 | 0:1 0:2 1:2 1:3                  | 24:54 — Йонас Магнуссон 1 33:37 — Інгвар Йонссон 1 57:32 — Йонас Магнуссон 2 |                                      | Арбітр: Павел Мешинський |
| 10 хв.                       | Вилучення                        | 14 хв.                                                                       |                                      | Арбітр: Павел Мешинський |
| 29                           | Кидки                            | 38                                                                           |                                      | Арбітр: Павел Мешинський |

| 10 квітня 2010 16:30 | КНР | 3 : 4 (2:0, 1:1, 0:3) | Румунія | Kreenholm Ice Hall, Нарва Глядачів: 253 |

| Протокол                                                              | Протокол                    | Протокол                                                                                  | Протокол                             | Протокол             |
| --------------------------------------------------------------------- | --------------------------- | ----------------------------------------------------------------------------------------- | ------------------------------------ | -------------------- |
|                                                                       | Liu Xue 44 сейви/ 48 кидків | Голкіпери                                                                                 | Адр'ян Катріной 25 сейвів/ 28 кидків | Арбітр: Руд ван Баст |
| Fu Nan 1 (біл.) — 04:40 Jiang Nan 1 — 11:49 Chen Lei 1 (біл.) — 22:06 | 1:0 2:0 3:0 3:1 3:2 3:3 3:4 | 33:38 — Чаба Надь 1 43:43 — Ервін Молдован 1 49:26 — Чанад Віраг 1 50:00 — Левенте Хозо 1 |                                      | Арбітр: Руд ван Баст |
| 12 хв.                                                                | Вилучення                   | 10 хв.                                                                                    |                                      | Арбітр: Руд ван Баст |
| 28                                                                    | Кидки                       | 48                                                                                        |                                      | Арбітр: Руд ван Баст |

| 10 квітня 2010 20:00 | Естонія | 17 : 3 (5:0, 4:2, 8:1) | Ізраїль | Kreenholm Ice Hall, Нарва Глядачів: 852 |

| Протокол | Протокол                                                                                 | Протокол                                                                 | Протокол                                                           | Протокол               |
| --- | ---------------------------------------------------------------------------------------- | ------------------------------------------------------------------------ | ------------------------------------------------------------------ | ---------------------- |
| | Віллем-Генрік Койтмаа 13 сейвів/ 16 кидків                                               | Голкіпери                                                                | Евіяху Сороцкі 77 сейвів/ 92 кидки Борис Амромін 3 сейви/ 5 кидків | Арбітр: Андріс Ансоньш |
| Андрій Макров 1 (біл.) — 03:31 Дмитро Суур 1 — 04:27 Василь Титаренко 1 (біл.) — 06:44 Василь Титаренко 2 — 11:31 Кирило Колпаков 1 — 12:56 Олексій Сибірцев 1 — 23:00 Антон Некрасов 1 — 24:33 Яанус Сорокін 1 (мен.) — 35:45 Дмитро Суур 2 (мен.) — 36:31 Василь Титаренко 3 — 42:28 Олександр Петров 1 — 42:28 Максим Іванов 1 — 48:51 Андрій Макров 2 — 52:30 Максим Іванов 2 — 52:48 Олександр Петров 2 — 53:18 Дмитро Суур 3 — 56:43 Яанус Сорокін 2 (біл.) — 59:46 | 1:0 2:0 3:0 4:0 5:0 5:1 6:1 7:1 7:2 8:2 9:2 10:2 11:2 12:2 12:3 13:3 14:3 15:3 16:3 17:3 | 20:50 — Сергій Френкель 1 32:15 — Елізер Шербатов 1 52:10 — Шон Норман 1 |                                                                    | Арбітр: Андріс Ансоньш |
| 8 хв. | Вилучення                                                                                | 6 хв.                                                                    |                                                                    | Арбітр: Андріс Ансоньш |
| 97 | Кидки                                                                                    | 16                                                                       |                                                                    | Арбітр: Андріс Ансоньш |

| 11 квітня |                     |          |  |
| Румунія   | 8–3 (2–0, 2–1, 4–2) | Ісландія |  |
|           |                     |          |  |

| 11 квітня |                     |               |  |
| Ізраїль   | 4–5 (0–1, 3–3, 1–1) | Нова Зеландія |  |
|           |                     |               |  |

| 11 квітня |                      |       |  |
| Естонія   | 15:0 (5:0, 6:0, 4:0) | Китай |  |
|           |                      |       |  |

| 13 квітня |                      |         |  |
| Румунія   | 20:0 (7:0, 8:0, 5:0) | Ізраїль |  |
|           |                      |         |  |

| 13 квітня |                     |          |  |
| КНР       | 1–3 (0–0, 0–1, 1–2) | Ісландія |  |
|           |                     |          |  |

| 13 квітня |                      |               |  |
| Естонія   | 17:0 (3:0, 8:0, 6:0) | Нова Зеландія |  |
|           |                      |               |  |

| 14 квітня |                     |       |  |
| Ізраїль   | 2–7 (2–2, 0–1, 0–4) | Китай |  |
|           |                     |       |  |

| 14 квітня     |                      |         |  |
| Нова Зеландія | 1:14 (0:2, 1:8, 0:4) | Румунія |  |
|               |                      |         |  |

| 14 квітня |                     |         |  |
| Ісландія  | 1–6 (1–3, 0–1, 0–2) | Естонія |  |
|           |                     |         |  |

| 16 квітня |                     |               |  |
| КНР       | 1–2 (0–1, 1–0, 0–1) | Нова Зеландія |  |
|           |                     |               |  |

| 16 квітня |                     |         |  |
| Ісландія  | 6–2 (3–0, 1–2, 2–0) | Ізраїль |  |
|           |                     |         |  |

| 16 квітня |                     |         |  |
| Румунія   | 1–7 (0–2, 1–4, 0–1) | Естонія |  |
|           |                     |         |  |

### Статистика

#### Бомбардири
Список 10 найкращих гравців, сортованих за очками. Список розширений, оскільки деякі гравці набрали рівну кількість очок. До списку включені усі гравці із однаковою кількістю очок.
| Гравець          | І | Г  | П  | Очк. | +/– | Ш  |
| ---------------- | - | -- | -- | ---- | --- | -- |
| Андрій Макров    | 5 | 14 | 14 | 28   | +21 | 12 |
| Дмитро Суур      | 5 | 5  | 13 | 18   | +17 | 2  |
| Олександр Петров | 5 | 6  | 11 | 17   | +19 | 4  |
| Еміль Аленгард   | 5 | 6  | 6  | 12   | +1  | 8  |
| Максим Іванов    | 5 | 4  | 8  | 12   | +14 | 6  |
| Антон Некрассов  | 5 | 8  | 3  | 11   | +13 | 0  |
| Максим Семенов   | 5 | 4  | 7  | 11   | +14 | 2  |
| Чанад Віраг      | 5 | 6  | 4  | 10   | +11 | 12 |
| Василь Титаренко | 5 | 4  | 5  | 9    | +8  | 0  |
| Сергій Френкель  | 5 | 5  | 3  | 8    | -12 | 6  |
| Еде Міхай        | 5 | 5  | 3  | 8    | +8  | 4  |
| Жольт Мольнар    | 5 | 4  | 4  | 8    | +9  | 0  |
| Жомбор Анталь    | 5 | 3  | 5  | 8    | +13 | 0  |
| Ервін Молдован   | 5 | 3  | 5  | 8    | +6  | 2  |

І = проведено ігор; Г = голи; П = передачі; Очк. = очки; +/− = плюс/мінус; Ш = штрафні хвилини;

#### Найкращі воротарі
Список семи найращих воротарів, сортованих за відсотком відбитих кидків. У список включені лише ті гравці, які провели щонайменш 40% хвилин.
| Гравець         | ЧНЛ    | К   | ГП | СП   | %ВК   | ША |
| --------------- | ------ | --- | -- | ---- | ----- | -- |
| Марк Раєвський  | 240:00 | 89  | 2  | 0.50 | 97.75 | 2  |
| Xie Ming        | 120:00 | 52  | 4  | 2.00 | 92.31 | 0  |
| Денніс Хедстрем | 240:00 | 141 | 12 | 3.00 | 91.49 | 0  |
| Адр'ян Катріной | 188:29 | 101 | 12 | 3.82 | 88.12 | 0  |
| Liu Xue         | 180:00 | 168 | 22 | 7.33 | 86.90 | 0  |

ЧНЛ = часу на льоду (хвилини:секунди); КП = кидки; ГП = голів пропушено; СП = Середня кількість пропущених шайб; %ВК = відбитих кидків (у %); ША = шатаути

### Нагороди

#### Нагороди директорії
Найкращі гравці, обрані дирекцією ІІХФ.
| Найцінніший гравець | Андрій Макров (Естонія)  |
| Найкращий воротар   | Марк Раєвський (Естонія) |
| Найкращий захисник  | Андрій Макров (Естонія)  |
| Найкращий нападник  | Дмитро Суур (Естонія)    |